# 永峯良
永峯 良（ながみね りょう、1958年10月24日 - ）は、宮城県仙台市でタレント活動をしている日本のモデル。モックプランニング (MOC Fashion Model Agency) 所属。
福島県会津若松市出身。宮城県塩釜高等学校卒業。

## 出演

### テレビ番組
- 宮尾すすむの探検ショッピング（東日本放送）
- モット！モット！TV（ミヤギテレビ）
- OH!バンデス（ミヤギテレビ）
- お先にバンデス（ミヤギテレビ）
- 大泉洋プレゼンツ 地タレ?大集合ふるさと大好き宣言!（日本テレビ系列合同）

### ラジオ番組
- LUNCH TIME A GO! GO!（TBCラジオ） - 水曜・木曜パーソナリティ[1]

### CM
- 紳士服のコナカ
- エンドーチェーン（１９８８年～１９９０年頃）
- ヤナセ
- フォード・フリーダ（フォード・モーター）
- 新富谷ガーデンシティ（鹿島建設） - 菅原美話との共演
- 大正漢方胃腸薬 宮城県向けCM（大正製薬）
- 三州瓦 宮城県向けCM

### スチールモデル
- 東北電力